# آناتولی پولیوودا
آناتولی پولیوودا (اوکراینی: Анатолій Іванович Поливода؛ ۲۹ مهٔ ۱۹۴۷ – ۲۲ ژانویهٔ ۲۰۲۴) بازیکن بسکتبال اهل اتحاد جماهیر شوروی سوسیالیستی بود.
وی در مسابقات کشوری و بین‌المللی در مجموع برندهٔ ۶ مدال طلا، ۱ مدال برنز شده‌است.